# 90 Nächte und ein Tag
90 Nächte und ein Tag ist ein deutsch-italienisches Kriegsdrama aus dem Jahre 1964 von Edgar G. Ulmer. Im mitproduzierenden Italien lief der Film unter dem Titel Sette contra il morte an.

## Handlung
Zweiter Weltkrieg, Italien im Herbst 1944. Ein alliierter Jeep mit drei Personen fährt einen Berghang hinauf. Gefahren von Private Joe Kramer, dessen direkter Vorgesetzter Captain Wilson hinter ihm sitzt, befindet sich mit dem britischen General a. D. Braithwaite, ein hochrangiger Offizier, der als Kriegsberichterstatter arbeitet, auf dem Beifahrersitz. Wenig später kommt ihnen von der Bergspitze ein mutmaßlich ziviler Pkw entgegen. Zu spät erkennen die alliierten Soldaten, dass in ihnen zwei Deutsche sitzen. Bei einem kurzen Schusswechsel wird der Fahrer Joe durch den deutschen Fahrer mit einer MP-Salve am linken Arm leicht verletzt, während Wilson, über eine Absperrung hechtend, vergeblich sich zu verstecken sucht. Die drei Männer werden vom deutschen Oberleutnant Hans Beck gefangen genommen. Unweit von ihnen befindet sich der italienische Soldat Mario Scognamiglio, der es sich am Felsrand gemütlich gemacht hat und von Anna, einer Freundin, besucht wird.
Bald werden alle Protagonisten auf schicksalhafte Weise zusammengeführt. Als eine amerikanische Militärmaschine das Grüppchen aus der Luft zu attackieren beginnt, suchen die Deutschen und ihre alliierten Gefangenen Schutz in einer weitläufigen Höhle. Dorthin haben sich auch Mario und Anna sowie der abgeschossene, kanadische Flieger Peter Carter gerettet. Als bei einer Explosion, bei der der deutsche Fahrer zu Tode kommt, der Höhlenzugang verschüttet wird, sind Freund und Feind nunmehr auf Gedeih und Verderb aufeinander angewiesen. Rasch kommt es zu massiven Spannungen, bei dem im Laufe der Zeit beinah jeder gegen jeden aufbegehrt. Selbst der ruhige, aber ein wenig blasierte und herablassend auftretende Britengeneral muss sich einiges anhören, als er der temperamentvollen Anna Vorschriften zu machen versucht. Auch die Frage, wer nun das Kommando übernimmt, droht das Grüppchen zu entzweien. Der sarkastische Captain Wilson, der gern andere herumkommandiert, erweist sich als unfähiger Alkoholiker; die von ihm aufgespürten Cognac-Reserven versucht er, vor den anderen zu verbergen.
In den vor ihnen liegenden drei Monaten lernen die Verschütteten ihre Zwangsunterkunft immer besser kennen. Ein unterirdisch verlaufender Bach sorgt für genügend Trinkwasser, neben kistenweise Munition beherbergt die Höhle auch reichlich Lebensmittel. Anna hat sich in der Zwischenzeit in Wilsons Fahrer Joe verliebt, doch die Umstände für ein stilles Glück der beiden sind denkbar ungünstig. Als man zu Weihnachten immer noch eingeschlossen ist, versuchen die Männer und die Frau eine Art versöhnliches Friedensfest auf die Beine zu stellen – Geschenke inklusive. Die Dinge spitzen sich zu, als Captain Wilson im Vollrausch ertrinkt, Anna mehr und mehr gereizt reagiert und der alte General einen Schwächeanfall erleidet. Schließlich sind es die Kriegsgegner Beck und Carter, die nach 90 Tagen in gemeinsamer Anstrengung einen Weg in die Freiheit graben.

## Produktionsnotizen
90 Nächte und ein Tag wurde am 26. Juni 1964 in Deutschland uraufgeführt, in Italien lief er an Silvester desselben Jahres an. Es war die letzte Regiearbeit des damals 60-jährigen Ulmer. Heiligabend 1965 feierte der Film seine Premiere in die USA. Gelegentlich wird er auch unter dem reißerischen Zweittitel Helden – Himmel und Hölle geführt. Das Titellied „In den Bergen“ der deutschen Fassung wird von Jochen Schröder gesungen.

## Kritik
Der Onlineauftritt von Cinema meint: „Die packende kleine Antikriegsparabel ist B-Filmer Ulmers letzte Regiearbeit. Fazit: Unglaubwürdig? Ja, aber aufregend!“
Leonard Maltin schrieb: „Plot contrivance isn’t handled badly in above-average programmer“.
Halliwell’s Film Guide befand: „Enervating psychological drama, glum to look at and listen to.“

„Versuch einer psychologischen Studie über das Verhalten von Menschen in einer Ausnahmesituation.“

Howard Thompson schrieb am 25. Dezember 1965 in der New York Times über den Film, der in den USA unter dem Titel „The Cavern“ lief:

“Taken as a whole, they're a fairly interesting lot — or would be if we knew them better. Unfortunately, the script, with sparse dialogue, barely examines them individually. There are clashes along the way and a couple of scroungy fights in the cave, which also happens to be a cache of ammunition and supplies. And Mr. Ulmer, as director, perks up the final stretch with two bluntly dramatic episodes as the German and the Canadian burrow toward the outside world. But the picture lapses short as a smoking keg of drama and a microcosm of war, if such was the purpose. ‘The Cavern’ remains small, respectable and forgettable.”

„Als Ganzes genommen, gibt’s hier eine Menge Interessantes — oder gäbe es, wenn wir sie [die Protagonisten] besser kennen würden. Bedauerlicherweise durchleuchtet das nur spärlich mit Dialogen ausgestattete Drehbuch die einzelnen Handlungsträger kaum. Es gibt durchgehend Auseinandersetzungen und eine Reihe von schmutzigen Kämpfen in der Höhle, die sich auch als Munitions- und Versorgungsversteck erweist. Und Herr Ulmer peppt das Finale mit zwei unverblümt dramatischen Episoden auf, in denen sich der Deutschen und der Kanadier nach außen in die Freiheit durchzubuddeln versuchen. Doch der Film läuft dort ins Leere, wo er versucht, Drama mit dem Mikrokosmos des Krieges zu einer Einheit verschmelzen zu lassen, falls dies die Absicht gewesen sein sollte. "The Cavern" erscheint klein, respektabel und ist leicht zu vergessen.“